# الأوامر الأخيرة (رواية)
الأوامر الأخيرة  (بالإنجليزية: Last Orders) هي رواية للكاتب الإنجليزي غراهام سويفت، نشرت عام 1996، عن دار نشر بيكادور، وفازت بجائزة بوكر الأدبية.